# Linie 3 (Metro Madrid)
Die Linie 3 (span. Línea 3, kurz L-3) ist eine U-Bahn-Linie der Metro Madrid. Sie führt von Moncloa nach El Casar, ist 18,5 Kilometer lang und besitzt 19 Stationen. Die Strecke verläuft vollständig unterirdisch. Die L-3 gehört zum Kleinprofilnetz der Metro und die Länge der Stationen beträgt 108 Meter. An acht Stationen kann zu anderen Metrolinien umgestiegen werden, an vier Stationen zur Vorortbahn Cercanías.

## Geschichte
Am 9. August 1936, wenige Wochen nach Beginn des Spanischen Bürgerkriegs, wurde der erste Abschnitt der L-3 zwischen Sol und Embajadores eröffnet. Dieser Streckenabschnitt war fast zwanzig Jahre zuvor als Zweigstrecke der L-1 geplant worden, doch entschied sich die Metrogesellschaft später für eine eigenständige Linie.
Nach der Eroberung Madrids durch die Truppen Francisco Francos im März 1939 wollten Metrogesellschaft und die neue nationalistische Regierung möglichst rasch den Anschein der Normalität erwecken. Deshalb trieben sie den Bau der Verlängerung nach Argüelles voran, obwohl dieser Stadtteil damals noch vollständig in Trümmern lag. Schließlich wurde dieser Abschnitt am 16. Juli 1941 eröffnet.
Eine Bürgervereinigung im Süden Madrids äußerte den Wunsch, die L-3 in Richtung Legazpi zu verlängern. Die Bauarbeiten begannen im Juni 1946 und am 26. März 1949 konnte zunächst der Abschnitt Embajadores – Delicias eröffnet werden. Damit erhielt auch der Bahnhof Delicias einen Anschluss ans Metronetz (dieser Bahnhof war bis 1969 in Betrieb und war die Endstation der Züge aus Portugal und der Extremadura). Legazpi wurde am 2. März 1951 erreicht.
Die Bauherren des neuen Campus der Universität Complutense Madrid hatten seit den 1940er Jahren immer wieder eine Verlängerung der L-3 über Argüelles hinaus gefordert. Doch die Metrogesellschaft lehnte dies stets ab, mit der Begründung, das zu erwartende Fahrgastaufkommen sei zu niedrig. Nach jahrelangem Hin und Her wurde schließlich am 22. Juli 1963 der Abschnitt zwischen Argüelles und Moncloa in Betrieb genommen. Die Station Moncloa erschließt das weitläufige Universitätsgelände jedoch nur ungenügend und liegt an dessen südlichem Rand. Erst 1987 stieß die Metro ins Zentrum der Ciudad Universitaria vor, allerdings mit der L-6.
Sämtliche bereits bestehenden Bahnsteige wurden im Jahr 2006 von 60 auf 90 Meter Länge ausgebaut. Außerdem wurde die Linie am 21. April 2007 vom südlichen Endpunkt Legazpi aus um 8,7 Kilometer nach Villaverde Alto verlängert.
Am 21. April wurde die Linie 3 etwa 3,5 Kilometer um eine Station nach Süden verlängert. Die Erweiterung ist vollständig unterirdisch. Es mussten 2,6 Kilometer Tunnel gegraben werden. An der neuen Endhaltestelle El Casar kann zur Linie 12 und zum Cercanías umgestiegen werden. Zudem wurde ein Park-and-Ride-Parkplatz mit 565 Stellplätzen geschaffen.

## Zukunft

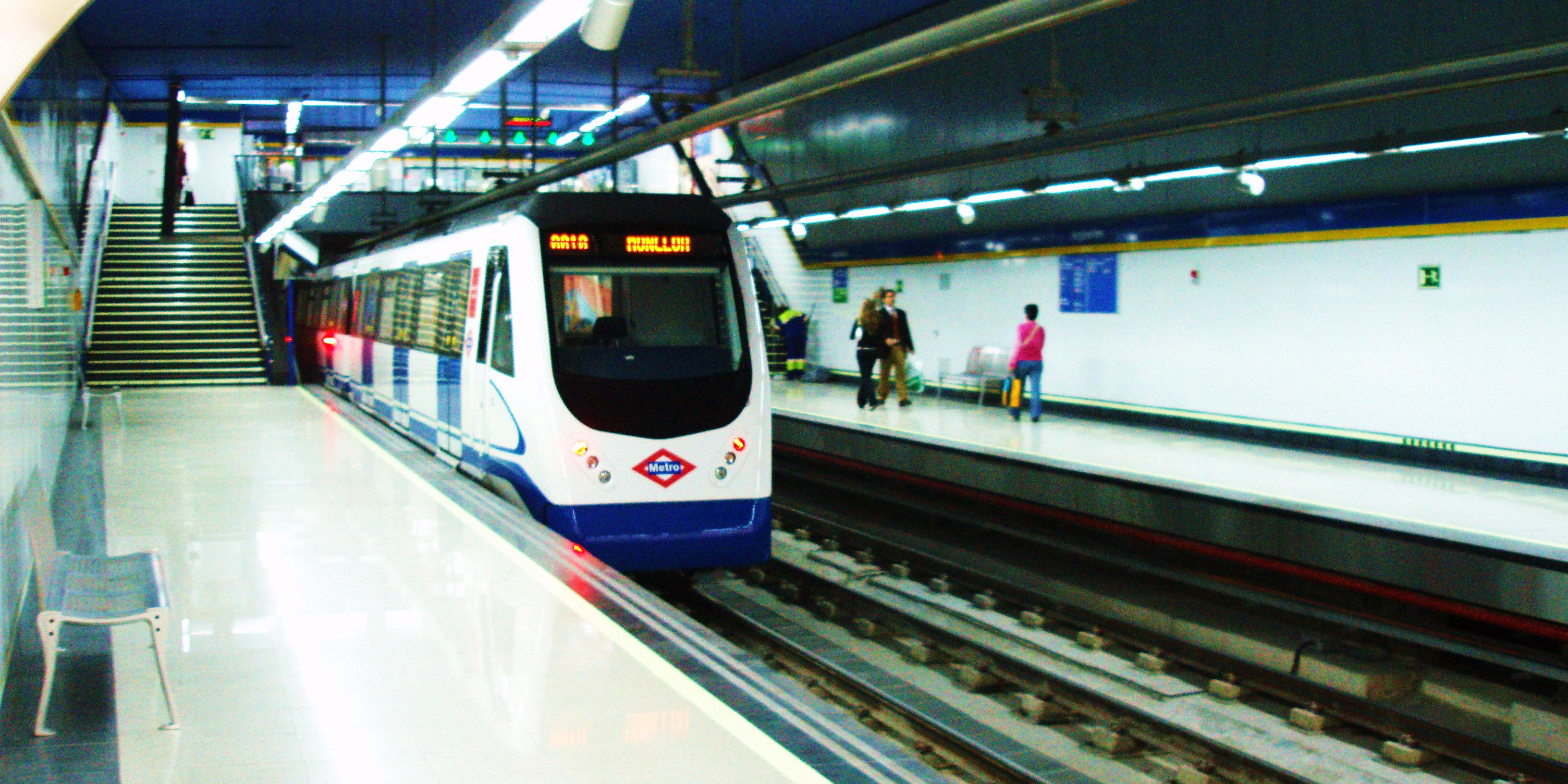
Station Argüelles

In der Planungsphase ist eine nördliche Verlängerung. Von Moncloa aus soll die Linie nordwärts über Islas Filipinas nach Cuatro Caminos führen. Zu diesem Zweck wurde die alte Station Moncloa durch einen vollständigen Neubau ersetzt, um den Tunnel in die richtige Lage zu bringen.